# Березовская, Елизавета Борисовна
Елизавета Борисовна Березовская (род. 7 апреля 1971, Москва) — российская художница.
Дочь предпринимателя Бориса Березовского. В 1990-е годы училась в Кембриджском университете, сначала изучая экономику, затем античную историю.
В 2005 году в Айдан-галерее состоялась персональная выставка «Добро и зло». В 2010 году на художественной ярмарке «Арт Москва» в ЦДХ представила объект-инсталляцию под названием «Царица Колокольчик».